# Macrostylis squalida
Macrostylis squalida är en kräftdjursart som beskrevs av Boris Vladimirovich Mezhov 2000. Macrostylis squalida ingår i släktet Macrostylis och familjen Macrostylidae. Inga underarter finns listade i Catalogue of Life.